# Memorial da Paz de Hiroshima

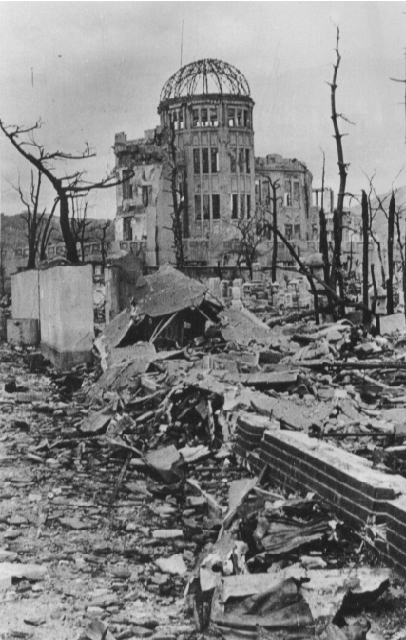
O domo de Hiroshima, em 1945.

O Memorial da Paz de Hiroshima, chamado Cúpula Genbaku (原爆ドーム) ou Cúpula da Bomba Atômica pelos japoneses, localiza-se em Hiroshima, Japão.
O edifício foi originalmente projetado pelo arquiteto tcheco Jan Letzel. Foi terminado em Abril de 1915, e intitulado Exposição Comercial da Prefeitura de Hiroshima (HMI). Foi inaugurado oficialmente em Agosto do mesmo ano.

## Bombardeio atômico

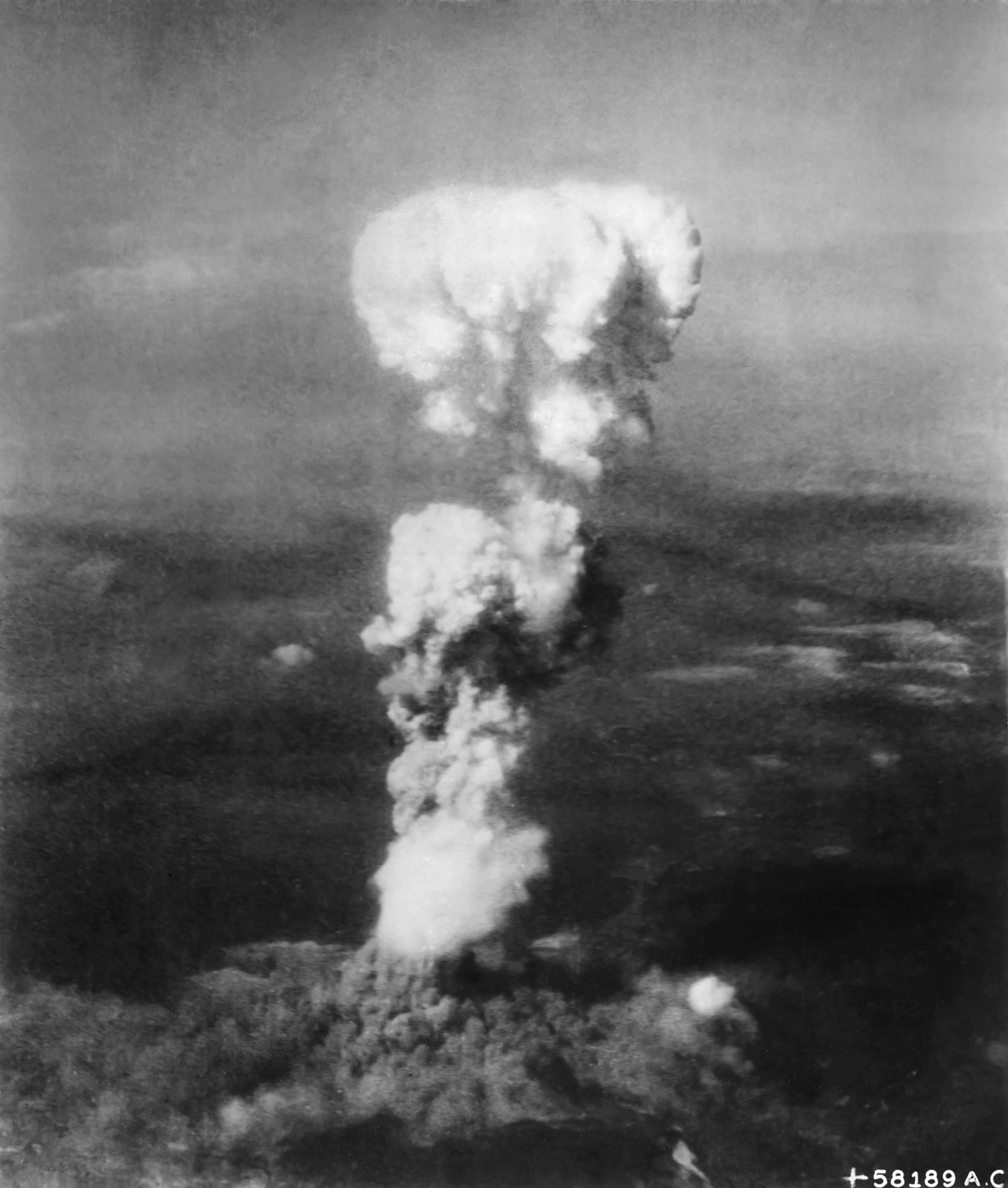
A nuvem de cogumelo após o bombeamento de Hiroshima em 6 de agosto de 1945.

O epicentro da explosão atômica de 6 de Agosto de 1945 situou-se apenas a 150 metros de distância do edifício, que foi a estrutura mais próxima a resistir ao impacto.
A Cúpula Genbaku deveria ter sido demolida com o restante das ruínas, mas o fato de ter ficado praticamente intacta adiou os planos. Enquanto a cidade era reconstruída em torno do domo, sua permanência tornou-se motivo de controvérsia; alguns moradores queriam sua destruição, enquanto outros preferiam que a estrutura fosse preservada como um memorial do bombardeio.
Em 1966, Hiroshima declarou a intenção de preservar a agora chamada "Cúpula da Bomba Atómica" de forma definitiva. Trinta anos depois, em dezembro de 1996, a construção foi registrada como Patrimônio Mundial da UNESCO, baseado na Convenção sobre a Proteção do Patrimônio Cultural e Natural. A China apresentou objeções quanto à confirmação do memorial como Patrimônio Mundial, e o delegado dos Estados Unidos no Comitê da UNESCO decidiu abster-se da decisão. A China citou a possibilidade do monumento ser usado para minimizar a importância do fato de que os países vítimas do Japão durante a Segunda Guerra Mundial sofreram perdas muito maiores em número de mortos, enquanto os Estados Unidos declararam que instituir ali um memorial para um "local de guerra" seria omitir o contexto histórico necessário.

## Parque Memorial da Paz de Hiroshima
A Cúpula Genbaku insere-se no Parque Memorial da Paz de Hiroshima que contém diversos outros monumentos erguidos posteriormente:
- Estátua das Crianças da Bomba Atómica, em memória das crianças que morreram vítimas da bomba e em homenagem à Sadako Sasaki.
- Monte Memorial da Bomba Atômica, com as cinzas de 70 mil vítimas não identificadas.
- Cenotáfio das Vítimas Coreanas, em homenagem aos cerca de 20 mil coreanos mortos no bombardeamento.
- Cenotáfio Memorial, com a sua inscrição "Descansai em paz, pois o erro jamais se repetirá".
- Chama da Paz, que permanecerá acesa até que a ameaça de aniquilação nuclear deixe o planeta Terra.
- Sino da Paz, que os visitantes podem soar em honra da paz mundial.
- Sala Nacional Memorial da Paz de Hiroshima, que inclui a Sala da Lembrança com uma reconstituição a 360º de Hiroshima após a bomba, formada por 140 mil ladrilhos (o número de vítimas até final de 1945).
- Museu Memorial da Paz de Hiroshima.
- Portas da Paz, cinco portas de cinco metros de altura com a palavra "paz" escritas em diversas línguas.